# Juan Ramón Balcarce
Juan Ramón Balcarce (Buenos Aires, 16 de março de 1773 – Concepción del Uruguay, 12 de novembro de 1836) foi um líder militar e político argentino.

## Biografia
Juan era o irmão mais velho de Antonio González de Balcarce e de Marcos González de Balcarce. Ele lutou contra os britânicos em 1807 e na campanha militar de 1812–1813 no Alto Peru sob o comando do general Manuel Belgrano. Foi governador de Buenos Aires de 1818 a 1820. Sob o governo de Juan Manuel de Rosas, ele serviu como ministro da defesa. Em 1832, foi novamente eleito governador de Buenos Aires. Em 11 de outubro de 1833, a cidade se encheu de anúncios de um julgamento contra Rosas. Um grande número de gaúchos e pobres fez uma manifestação nas portas da legislatura, elogiando Rosas e exigindo a renúncia de Balcarce. As tropas organizadas para combater a manifestação amotinaram-se e juntaram-se a ela. A legislatura finalmente desistiu do julgamento, destituiu Balcarce e o substituiu por Juan José Viamonte. Balcarce foi preso e morreu no exílio em Concepción del Uruguay.